# بني وازل
بني وازل أو قصر بني وازل هو أحد قصور بلدية بودة بدائرة أدرار التابعة لولاية أدرار بالجنوب الغربي الجزائري

## السكان
ويسكنه خدام مولاي كرزاز وجميعهم على الطريقة الكرزازية.

## النشاط الفلاحي
يعمل أغلب سكان قصر بني وازل في الفلاحة التي يغلب عليها غرس النخيل ويستعمل السكان تقنية الفقارة لتوفير المياه للسقي، نجد ببني وازل فقارة واحدة هي:
| إسم الفقارة | عدد الآبار |
| ----------- | ---------- |
| حشلف        | 320        |